# Prilesje, Velike Lašče
Prilesje je naselje v Občini Velike Lašče. Ime je dobilo, ker je z vseh strani obdano z gozdom, ki predstavlja področje izjemno zanimivega rastišča redkih vrst gob, npr. krokodilje kolobarnice (Trichóloma caligátum). Pogost obiskovalec je tudi rjavi medved. 
Prilesje sestavljata  dva dela: gručasta vas na vrhu hriba (619m) s starimi sadovnjaki in Podplana (598m), kjer je križišče asfaltnih cest za Dvorsko vas, Kočevje in Ljubljano
V Podplani je ob potoku Dvorska voda star mlin, v katerem naj bi bil doma Žefranček, mlinar iz Levstikove igre Juntez. Nekoč je bila tu železniška postaja Dvorska vas. Nedaleč stran je bila tu pred drugo svetovno vojno opekarna (cegelnica). Zlasti v Dvorski vasi je veliko hiš, ki so zgrajene iz opeke domače opekarne.